# Rosz ha-Ajin
Rosz ha-Ajin (hebr. רֹאשׁ הָעַיִן; arab. روش هاعين) – miasto położone w Dystrykcie Centralnym w Izraelu.

## Położenie
Leży we wschodniej części równiny Szaron na granicy z Szefelą, w otoczeniu miast Petach Tikwa i Kafr Kasim, miasteczka Elkana, moszawów Kefar Sirkin, Newe Jarak i Chagor, oraz kibuców Enat, Giwat ha-Szelosza i Nachszonim. Na zachód od miasta znajduje się baza sił powietrznych izraelskiej armii Kefar Sirkin. Na wschód od miasta przebiega mur bezpieczeństwa oddzielający Izrael od Autonomii Palestyńskiej. Po stronie palestyńskiej znajdują się arabskie wioski al-Zawiya, Rafat i Deir Ballut.

## Historia
Pierwsze wzmianki o istniejącej w tej okolicy osadzie obronnej Afek pochodzą z XXX wieku p.n.e. Starożytne teksty egipskie z XIX wieku p.n.e. wspominają o tym mieście, tak jak lista topograficzna faraona Totmesa III z XV wieku p.n.e.
Kananejczycy wybudowali tutaj monumentalny pałac. Izraelici pod wodzą Jozuego zdobyli miasto, które jednak później przeszło pod kontrolę Filistynów. Król Dawid przyłączył miasto do Królestwa Izraela. Następne wzmianki o mieście i twierdzy Afek pochodzą z VII wieku p.n.e.
Król Herod Wielki, który rządził regionem w imieniu Cesarstwa Rzymskiego, przemianował miasto na Antipatris, na cześć swojego ojca Antypatra. Miasto było położone przy ważnej strategicznie drodze z Cezarei Nadmorskiej do Jerozolimy. Miasto zostało zniszczone podczas wojny żydowsko-rzymskiej (66–70). Afek zostało częściowo odbudowane, jednak w 363 zostało ponownie zniszczone przez trzęsienie ziemi.

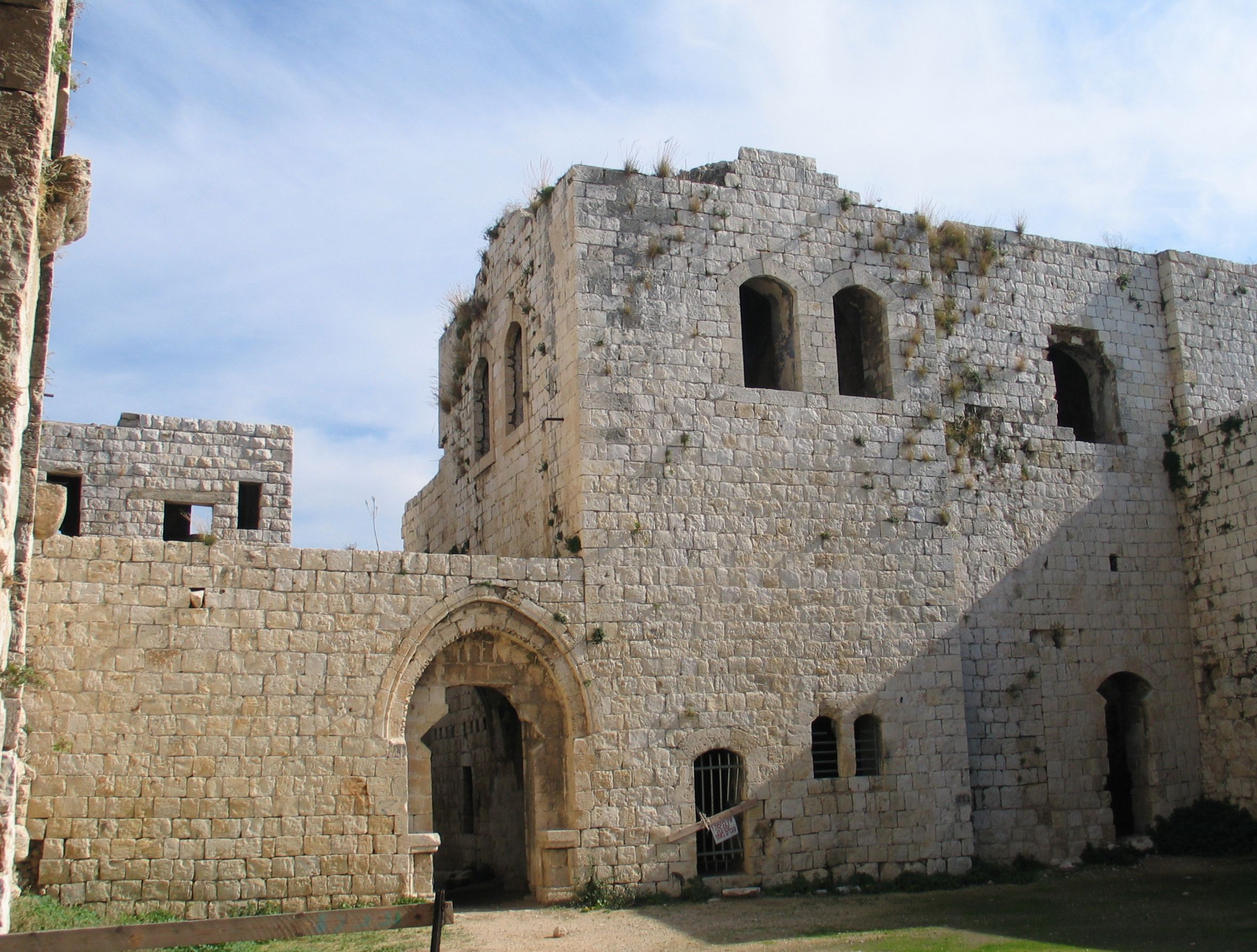
Ruiny twierdzy Mirabel

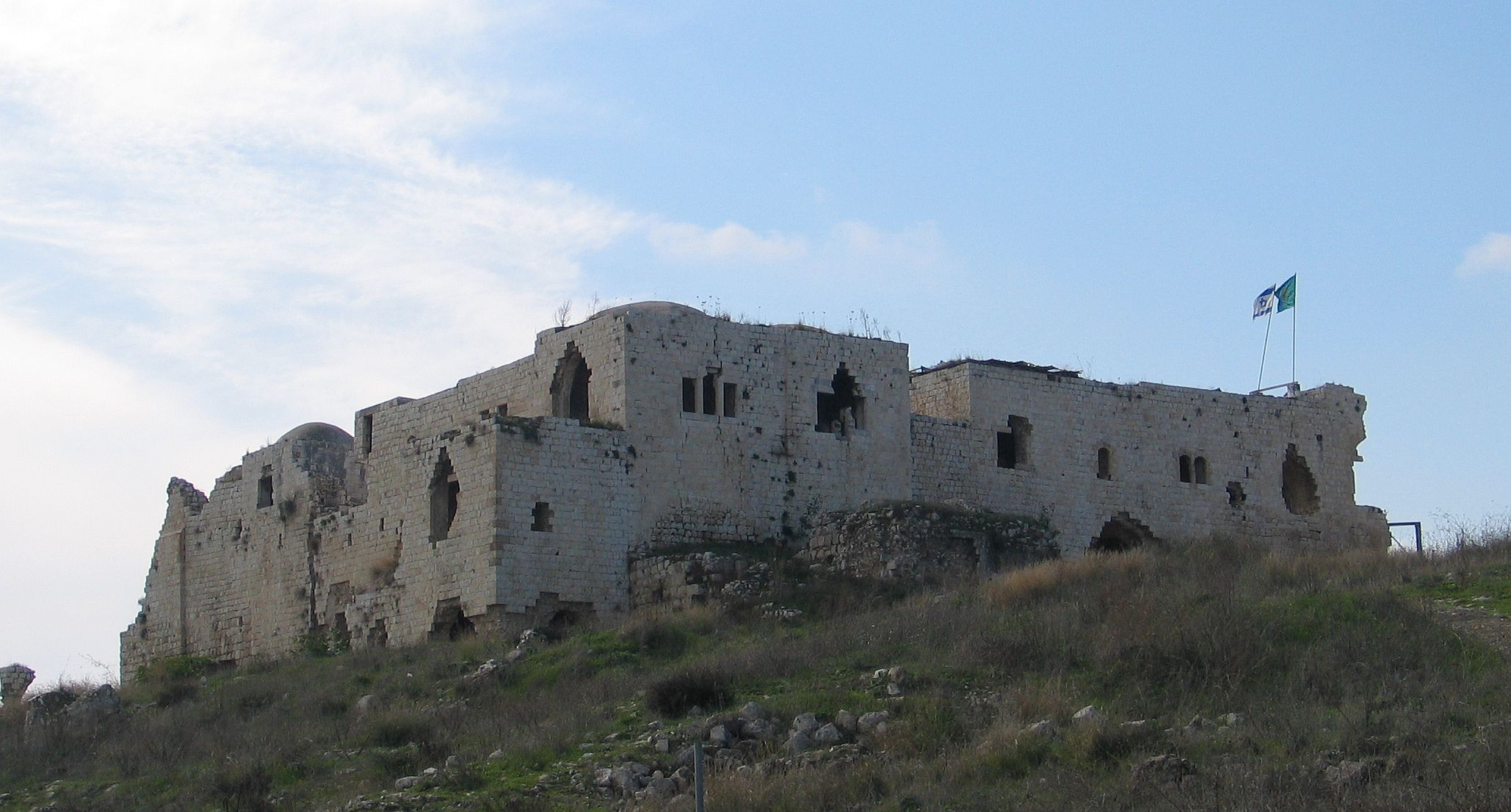
Ruiny twierdzy Rajjan

W 1099 r. ziemie te przeszły pod panowanie krzyżowców, którzy w 1152 r. wybudowali tutaj twierdzę Mirabel. W 1166 część tutejszych ziem nadano Kościołowi Św. Jana Chrzciciela w Nablusie.
W lipcu 1187 muzułmanie zdobyli, ale nie zniszczyli twierdzę Mirabel. Arabski kronikarz Baha ad-Din odnotował, że w latach 1191–1192 Saladyn wykorzystywał twierdzę do wyprowadzania ataków przeciwko krzyżowcom. W owym czasie Saladyn przebywał w tutejszej twierdzy. W 1226 Mirabel przeszła pod panowanie Ajjubidów. Arabski geograf Jakut al-Hamawi wspomniał o twierdzy, która nazywał się wówczas Majdal Yafa. Przy twierdzy znajdowała się niewielka arabska wioska. Pod koniec XIII wieku twierdza została opuszczona.
Gdy w 1517 r. Palestyna przeszła pod panowanie tureckie, wieś Majdal Yaba weszła w skład Sanjak Nablus (dystrykt). Wioska płaciła podatek w postaci pszenicy, jęczmienia, miodu i kóz.
W XIX wieku zmieniono nazwę wioski na Majdal al-Sadiq, na cześć beduińskiego szejka Muhammada al-Sadiq al-Jamma’ini, którego plemię wyemigrowało w XVII wieku z terenów dzisiejszej Jordanii do Palestyny.
Gdy w 1852 r. amerykański podróżnik Edward Robinson odwiedził wioskę, napisał, że tutejsza twierdza jest odbudowana. Została ona odbudowana pomiędzy 1843 a 1852 r. Nazwano ją Twierdza Rajjan, od nazwy beduińskiego plemienia, które kontrolowało około 25 wiosek w Sanjak Nablus. Wioska Majdal Yaba była główną siedzibą klanu, z obronną twierdzą i rodzinną rezydencją. W tym czasie jednak klan Rajjan wplątał się w wojnę z klanem Qasim, który kontrolował obszar Dżaninu. Do 1860 klan Rajjan został pokonany i utracił wszystkie swoje ziemie. Członkowie klanu mogli nadal zamieszkiwać w Majdal Yaba, musieli jednak płacić daninę zwycięskiemu klanowi. Wioska była wówczas bardzo zaniedbana i doprowadzono na krawędź ruiny.
W 1922 r. wioska weszła w skład brytyjskiego Mandatu Palestyny. Brytyjczycy utworzyli w jej pobliżu bazę wojskową. W 1920 otworzono szkołę, a w 1935 r. wybudowano meczet. Tutejsze rolnictwo opierało się na uprawach pszenicy, jęczmienia, warzyw i sezamu. Gdy 29 listopada 1947 roku Zgromadzenie Ogólne Organizacji Narodów Zjednoczonych przyjęła Rezolucję nr 181, wioska Majdal Yaba znalazła się na terenach przyznanych państwu arabskiemu.
Podczas wojny o niepodległość w 1948 wieś i opuszczoną brytyjską bazę wojskową zajęły irackie wojska. Następnie 13 lipca 1948 wieś odbiły izraelskie oddziały. Większość domów została wówczas wyburzono, a mieszkańcy deportowani.
W 1950 r. teren dawnej brytyjskiej bazy wojskowej wykorzystano do utworzenia obozów dla imigrantów przybywających do państwa Izrael. W tutejszych obozach umieszczono około 35 tys. imigrantów ewakuowanych z Jemenu (operacja Latający Dywan). W 1954 Rosz ha-Ajin otrzymało status samorządu lokalnego, a w 1994 prawa miejskie.
12 sierpnia 2003 palestyński terrorysta-samobójca z Brygad Męczenników Al-Aksa wysadził się w centrum handlowym w Rosz ha-Ajin. Zginął 1 Izraelczyk, a 10 osób zostało rannych.

## Demografia
Zgodnie z danymi Izraelskiego Centrum Danych Statystycznych w 2008 roku w mieście żyło 38,4 tys. mieszkańców, z czego 99,8% Żydów.
Zgodnie z danymi Izraelskiego Centrum Danych Statystycznych w Rosz ha-Ajin w 2000 było 10 972 zatrudnionych pracowników i 1033 pracujących na własny rachunek. Pracownicy otrzymujący stałe pensje zarabiali w 2000 średnio 6595 NIS, i otrzymali w ciągu roku podwyżki średnio o 11,2%. Przy czym mężczyźni zarabiali średnio 8408 NIS (podwyżka o 7,8%), a kobiety zarabiały średnio 4857 NIS (podwyżka o 13,1%). W przypadku osób pracujących na własny rachunek średnie dochody wyniosły 6853 NIS. W 2000 roku w Rosz ha-Ajin było 628 osób otrzymujących zasiłek dla bezrobotnych i 1057 osób otrzymujących świadczenia gwarantowane.
Populacja miasta pod względem wieku:
| Wiek (w latach) | Procent populacji |
| --------------- | ----------------- |
| 0-4             | 9,0%              |
| 5-9             | 10,5%             |
| 10-14           | 10,4%             |
| 15-19           | 8,5%              |
| 20-29           | 13,3%             |
| 30-44           | 22,2%             |
| 45-59           | 17,2%             |
| ponad 60        | 8,9%              |

Źródło danych: Central Bureau of Statistics.

## Gospodarka
Na północ od miasta znajduje się strefa przemysłowa Afeq (Afeq Industrial Park), w którym ulokowały się przedsiębiorstwa telekomunikacyjne i informatyczne. Swoją główną siedzibę ma tutaj korporacja telekomunikacyjna TTI Telecom.

## Transport
Wzdłuż południowej i zachodniej granicy miasta przebiega droga nr 444 , którą jadąc na północ dojeżdża się do węzła drogowego autostrady nr 5  (Tel Awiw – Ari’el) z autostradą nr 6, natomiast jadąc na południe dojeżdża się do kibuców Enat i Nachszonim. Lokalna droga prowadzi na północ do autostrady nr 5, strefy przemysłowej Afeq i miasta Kafr Kasim. Droga nr 483  prowadzi na zachód do kibucu Giwat ha-Szelosza i miasta Petach Tikwa.
W północno-zachodniej części miasta, przy strefie przemysłowej Afeq, znajduje się stacja kolejowa Rosz ha-Ajin. Pociągi z Rosz ha-Ajin jadą do Lod, Tel Awiwu, Bene Berak, Petach Tikwa, Kefar Sawa i Riszon le-Cijjon.

## Oświata
W Rosz ha-Ajin znajduje się 15 szkół podstawowych i 11 szkół średnich, w których uczy się 7,1 tys. uczniów. Wśród szkół znajdują się między innymi: HaTora, Bet Ja’akow, Atid, Ohel Sara, Ma’Ajanot, Begin, HaYovel, Neot Ilana, Rambam, Eszkol, Tsurim, Tal, Afek, Gvanim, Neve Dalia, Nofim i Inbalim. Są tu także college Rosz ha-Ajin i Afek Rosz ha-Ajin.

## Kultura i sport
W mieście znajdują się liczne ośrodki kultury i biblioteki. Z obiektów sportowych jest boisko do piłki nożnej, korty tenisowe oraz basen pływacki.

## Turystyka
W odległości 3 km na południowy wschód od miasta wznosi się wzgórze Migdal Afek, na którym znajdują się ruiny twierdzy krzyżowców, Mirabel.
Na zachód od miasta znajduje się Park Narodowy Jarkon zajmujący powierzchnię 1315 ha wokół rzeki Jarkon. Największymi tutejszymi atrakcjami są wzgórze Tel Afek z ruinami dawnego miasta Antipatris i osmańskiej twierdzy Binar Bashi (pochodzi z 1571) oraz obszar źródeł rzeki Jarkon. Pomimo że większa część wody jest pobierana przez krajowy system wodny, to rzeka nigdy nie wysycha i jej brzegi rozkwitają bogactwem fauny i flory.

## Miasta partnerskie
- Praga, Czechy
- Vanves, Francja
- Kirjat Bialik, Izrael
- Al Karak, Jordania
- Aachen, Niemcy
- Birmingham, USA
- Nowy Orlean, USA